# Stizocera laceyi
Stizocera laceyi là một loài bọ cánh cứng trong họ Cerambycidae.